# Oakfield (Maine)
Oakfield ist eine Town im Aroostook County des Bundesstaates Maine in den Vereinigten Staaten. Im Jahr 2020 lebten dort 661 Einwohner in 488 Haushalten auf einer Fläche von 93,0 km².

## Geografie
Nach den Angaben des United States Census Bureaus hat Oakfield eine Fläche von 93,0 km², wovon 91,0 km² aus Land und 2,0 km² aus Gewässern bestehen.

### Geografische Lage
Oakfield liegt im Süden des Aroostoock Countys. Der Mattawamkeag River fließt entlang der westlichen Grenze in südlicher Richtung durch das Gebiet der Town. Die Oberfläche von Oakfield ist gebirgig, die höchste Erhebung ist der 461 m hohe Sam Drew Mountain im Südosten. Im Osten oberhalb des Spaulding Lakes liegt der 346 m hohe Timoney Mountain und im Süden die 370 m hohen Oakfield Hills. Mehrere große Seen grenzen an Oakfield. Im Osten der Meduxnekeag Lake, im Süden der Mud Lake und der Skitacook Lake sowie im Norden der Timoney Lake. Auf dem Gebiet der Town, im Nordwesten liegen der Spaulding Lake und der Spaulding Lake.

### Nachbargemeinden
Alle Entfernungen sind als Luftlinien zwischen den offiziellen Koordinaten der Orte aus der Volkszählung 2010 angegeben.
- Norden: Smyrna, 3,8 km
- Nordosten: Ludlow, 15,5 km
- Osten: Linneus, 15,8 km
- Süden: Unorganized Territory von South Aroostook, 13,4 km
- Südwesten: Island Falls, 10,5 km
- Westen: Dyer Brook, 15,1 km
- Nordwesten: Merrill, 13,6 km

### Stadtgliederung
In Oakfield gibt es mehrere Siedlungsgebiete: Bennett (ehemalige Eisenbahnstation), Burleigh (ehemaliger Standort eines Postamtes), Oakfield, Red Bridge und Timoney (ehemalige Eisenbahnstation).

### Klima
Die mittlere Durchschnittstemperatur in Oakfield liegt zwischen −11,7 °C (11° Fahrenheit) im Januar und 18,3 °C (65° Fahrenheit) im Juli. Damit ist der Ort gegenüber dem langjährigen Mittel der USA um etwa 10 Grad kühler. Die Schneefälle zwischen Oktober und Mai liegen mit über fünfeinhalb Metern knapp doppelt so hoch wie die mittlere Schneehöhe in den USA, die tägliche Sonnenscheindauer liegt am unteren Rand des Wertespektrums der USA.

## Geschichte
Oakfield war als plantation organisiert, bevor es am 24. Februar 1897 als Town anerkannt wurde. Die erste Besiedlung erfolgte bereits 1831. 1910 erhielt Oakfield eine Bahnstation, die 1942 örtlich verlegt wurde. Das Gebäude der Bahnstation ist heute die Heimat der Oakfield Historical Society.

### Einwohnerentwicklung
| Volkszählungsergebnisse – Town of Oakfield, Maine | Volkszählungsergebnisse – Town of Oakfield, Maine | Volkszählungsergebnisse – Town of Oakfield, Maine | Volkszählungsergebnisse – Town of Oakfield, Maine | Volkszählungsergebnisse – Town of Oakfield, Maine | Volkszählungsergebnisse – Town of Oakfield, Maine | Volkszählungsergebnisse – Town of Oakfield, Maine | Volkszählungsergebnisse – Town of Oakfield, Maine | Volkszählungsergebnisse – Town of Oakfield, Maine | Volkszählungsergebnisse – Town of Oakfield, Maine | Volkszählungsergebnisse – Town of Oakfield, Maine |
| Jahr                                              | 1800                                              | 1810                                              | 1820                                              | 1830                                              | 1840                                              | 1850                                              | 1860                                              | 1870                                              | 1880                                              | 1890                                              |
| ------------------------------------------------- | ------------------------------------------------- | ------------------------------------------------- | ------------------------------------------------- | ------------------------------------------------- | ------------------------------------------------- | ------------------------------------------------- | ------------------------------------------------- | ------------------------------------------------- | ------------------------------------------------- | ------------------------------------------------- |
| Einwohner                                         |                                                   |                                                   |                                                   |                                                   |                                                   |                                                   |                                                   | 559                                               | 636                                               | 720                                               |
| Jahr                                              | 1900                                              | 1910                                              | 1920                                              | 1930                                              | 1940                                              | 1950                                              | 1960                                              | 1970                                              | 1980                                              | 1990                                              |
| Einwohner                                         | 860                                               | 928                                               | 1016                                              | 982                                               | 1059                                              | 1009                                              | 848                                               | 836                                               | 847                                               | 846                                               |
| Jahr                                              | 2000                                              | 2010                                              | 2020                                              | 2030                                              | 2040                                              | 2050                                              | 2060                                              | 2070                                              | 2080                                              | 2090                                              |
| Einwohner                                         | 732                                               | 737                                               | 661                                               |                                                   |                                                   |                                                   |                                                   |                                                   |                                                   |                                                   |

## Kultur und Sehenswürdigkeiten

### Bauwerke

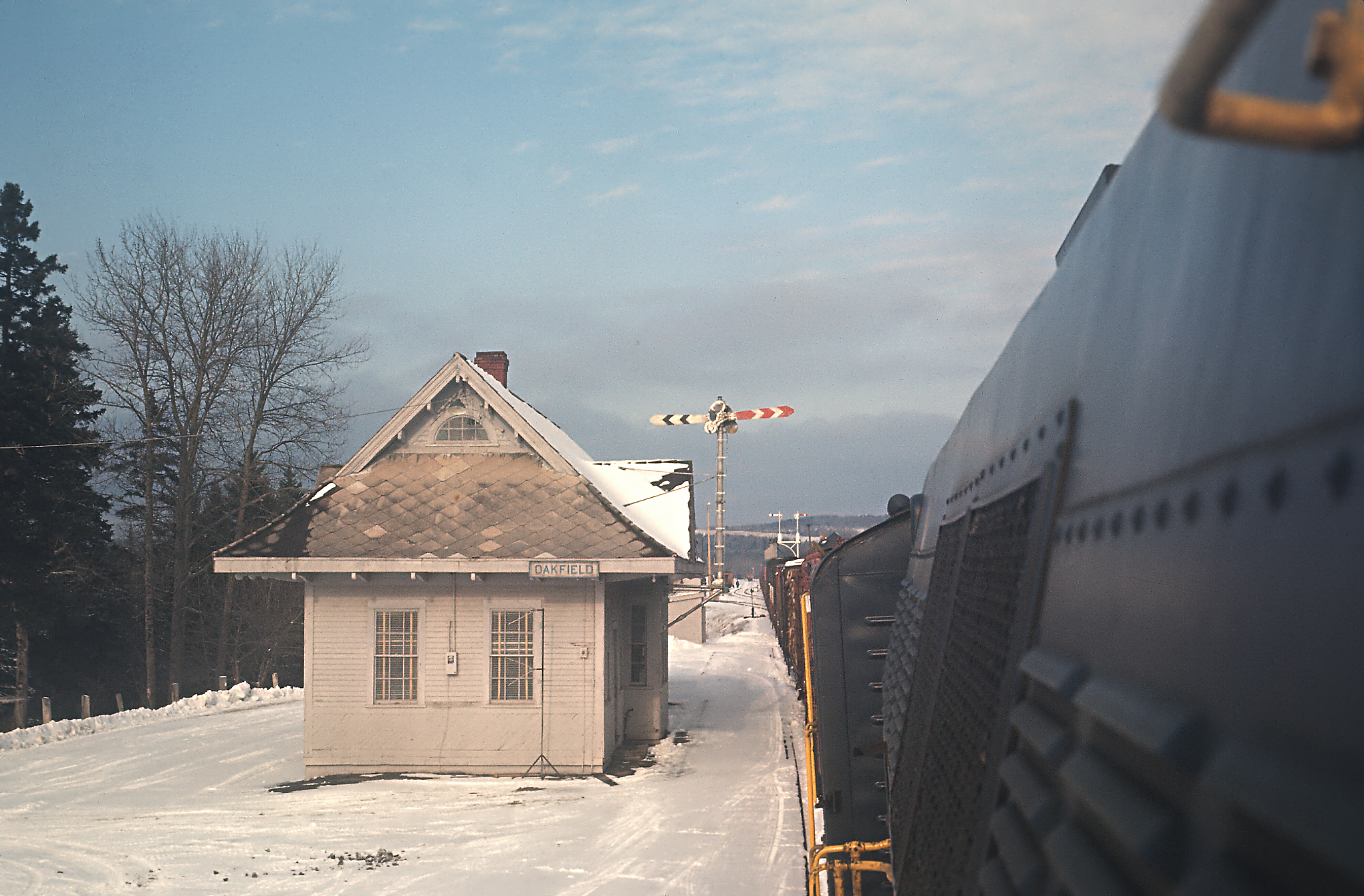
Oakfield Station

Auf dem Gebiet der Town befinden sich zwei Gebäude von historischer Bedeutung, die unter Denkmalschutz gestellt und ins National Register of Historic Places aufgenommen wurden:
- Oakfield Grange No. 414, aufgenommen 2006, Register-Nr. 06000920
- Oakfield Station, aufgenommen 1987, Register-Nr. 87000928

## Wirtschaft und Infrastruktur
Oakfield bemüht sich um ein Projekt zur Stromerzeugung durch Windenergie; ein Windpark soll 2015 fertiggestellt sein und wäre damit der zweite im Norden von Maine.

### Verkehr
Die Interstate 95 verläuft durch die nordwestliche Ecke der Town. Sie verbindet Oakfield mit der kanadischen Grenze im Osten und Bangor im Süden. Durch Oakfield führt eine Linie der Bangor and Aroostook Railroad.

### Öffentliche Einrichtungen
Oakfield besitzt keine eigene Bücherei. Die nächstgelegene ist die Katahdin Public Library  in Island Falls.
Es gibt kein Krankenhaus und keine medizinische Einrichtung in Oakfield. Das nächstgelegene Krankenhaus für Oakfield und die Region befindet sich in Patten.

### Bildung
Oakfield gehört mit Crystal, Dyer Brook, Hersey, Island Falls, Merrill, Moro Plantation, Mt. Chase, Patten, Sherman, Smyrna und Stacyville zur Regional School Unit 50.
Folgende Schulen stehen den Schülerinnen und Schülern zur Verfügung:
- Katahdin Elementary School (PK-6) in Stacyville
- Katahdin Middle / High School (7-12) in Stacyville
- Southern Aroostook Community Schools (PK-12) in Dyer Brook